# Puilly
Puilly est une localité de Puilly-et-Charbeaux et une ancienne commune française, située dans le département des Ardennes en région Grand Est.

## Toponymie
Puilly est un toponyme gallo-romain, dérivant probablement de Pulliacum. La forme la plus ancienne connue est Pullei, en 1190. 

## Histoire
Elle fusionne avec la commune de Charbeaux, en 1828, pour former la commune de Puilly-et-Charbeaux.

## Administration
| Période                                  | Période | Identité | Étiquette | Qualité |
| ---------------------------------------- | ------- | -------- | --------- | ------- |
| Les données manquantes sont à compléter. |         |          |           |         |
|                                          |         |          |           |         |

## Démographie
| 1793 | 1800 | 1806 | 1821 |
| ---- | ---- | ---- | ---- |
| 451  | 432  | 516  | 640  |

Histogramme

(élaboration graphique par Wikipédia)